# Isamu Matsuura
Isamu Matsuura (japanisch 松浦 勇武 Matsuura Isamu; * 12. August 1991 in Hamamatsu) ist ein ehemaliger japanischer Fußballspieler.

## Karriere
Matsuura erlernte das Fußballspielen in der Schulmannschaft der Hamamatsu Kaiseikan High School. Seinen ersten Vertrag unterschrieb er 2010 bei Shonan Bellmare. Der Verein spielte in der höchsten Liga des Landes, der J1 League. Am Ende der Saison 2010 stieg der Verein in die J2 League ab. 2012 wechselte er zum Drittligisten FC Ryukyu. Ende 2013 beendete er seine Karriere als Fußballspieler.